# Årets värmlandsförfattare
Årets värmlandsförfattare är ett litterärt pris som instiftades år 2003. Instiftare av priset är Länsbiblioteket i Värmland och Föreningen Värmlandslitteratur.

## Pristagare
- 2003 – Inger och Lasse Sandberg
- 2004 – Bengt Berg
- 2005 – Maj Bylock
- 2006 – Lars Lerin och Kerstin Högstrand
- 2007 – Lars Andersson
- 2008 – Erik Bengtson
- 2009 – Helene Tursten
- 2010 – Torleif Styffe
- 2011 – Sven Smedberg
- 2012 – Peter Olausson
- 2013 – Hanna Jedvik
- 2014 – David Liljemark
- 2015 – Ninni Schulman
- 2016 – Per Gustavsson[2]
- 2017 – Lena Sewall[3]
- 2018 – Hans-Olof Boström[4]
- 2019 – Elisabet Härenstam[5]
- 2020 – Bo Landin[6]
- 2021 – Alex Schulman
- 2022 – Erik Bergqvist
- 2023 – Eva Thorstensson
- 2024 – Linus Gårdfeldt

### Fotnoter
1. ↑  ”Årets värmlandsförfattare”. Föreningen för värmländsk litteratur. http://www.varmlandslitteratur.se/arets_varmlandsforfattare.htm. Läst 10 juni 2012.
2. ↑  ”Han är Årets värmlandsförfattare”. Nya Wermlands-Tidningen. 22 september 2016. Arkiverad från originalet den 19 januari 2017. https://web.archive.org/web/20170119052830/http://nwt.se/kultur/2016/09/22/han-ar-arets-varmlandsforfattare. Läst 23 maj 2023.
3. ↑  Olsson, Ulrica; Strinnholm, Simon (28 september 2017). ”Lena Sewall är årets Värmlandsförfattare”. https://www.svt.se/nyheter/lokalt/varmland/lena-sewall-ar-arets-varmlandsforfattare. Läst 6 november 2019.
4. ↑  Dahlqvist, Maria (27 september 2018). ”Årets Värmlandsförfattare utsedd”. https://www.svt.se/nyheter/lokalt/varmland/arets-varmlandsforfattare-utsedd-1. Läst 6 november 2019.
5. ↑  ”Elisabet Härenstam är Årets Värmlandsförfattare”. Region Värmland. Arkiverad från originalet den 6 november 2019. https://web.archive.org/web/20191106121942/https://www.regionvarmland.se/om-regionen/pressrum/Pressmeddelanden/2019/09/elisabet-harenstam-ar-arets-varmlandsforfattare/. Läst 6 november 2019.
6. ↑  Richardson, Lena (13 november 2020). ”Årets Värmlandsförfattare korad”. NWT. https://www.nwt.se/2020/11/13/arets-varmlandsforfattare-korad/. Läst 17 november 2020.